# Маунт-Оберн (Індіана)
Маунт-Оберн (англ. Mount Auburn) — місто (англ. town) в США, в окрузі Вейн штату Індіана. Населення — 129 осіб (2020).

## Географія
Маунт-Оберн розташований за координатами 39°48′40″ пн. ш. 85°11′18″ зх. д. / 39.81111° пн. ш. 85.18833° зх. д. (39.811249, -85.188304).  За даними Бюро перепису населення США в 2010 році місто мало площу 0,60 км², з яких 0,56 км² — суходіл та 0,04 км² — водойми. В 2017 році площа становила 0,53 км², з яких 0,49 км² — суходіл та 0,04 км² — водойми.

## Демографія
Згідно з переписом 2010 року, у місті мешкало 117 осіб у 49 домогосподарствах у складі 31 родини. Густота населення становила 196 осіб/км².  Було 55 помешкань (92/км²).
Расовий склад населення:
| - 98,3 % — білих - 0,9 % — азіатів |

До двох чи більше рас належало 0,9 %. Частка іспаномовних становила 0,0 % від усіх жителів.
За віковим діапазоном населення розподілялося таким чином: 25,6 % — особи молодші 18 років, 54,7 % — особи у віці 18—64 років, 19,7 % — особи у віці 65 років та старші. Медіана віку мешканця становила 37,5 року. На 100 осіб жіночої статі у місті припадало 95,0 чоловіків;  на 100 жінок у віці від 18 років та старших — 97,7 чоловіків також старших 18 років.
Середній дохід на одне домашнє господарство  становив 57 179 доларів США (медіана — 42 500), а середній дохід на одну сім'ю — 50 110 доларів (медіана — 40 625). За межею бідності перебувало 14,2 % осіб, у тому числі 39,3 % дітей у віці до 18 років та 10,5 % осіб у віці 65 років та старших.
Цивільне працевлаштоване населення становило 65 осіб. Основні галузі зайнятості: виробництво — 21,5 %, освіта, охорона здоров'я та соціальна допомога — 21,5 %, мистецтво, розваги та відпочинок — 18,5 %, роздрібна торгівля — 16,9 %.